# Starke megye
Starke megye az Amerikai Egyesült Államokban, azon belül Indiana államban található. Megyeszékhelye és legnagyobb városa Knox. Lakosainak száma 23 371 fő (2020. április 1.). Starke megye LaPorte, Pulaski, Saint Joseph, Porter, Jasper, Marshall és Fulton megyékkel határos.

## Népesség
A megye népességének változása:
| Lakosok száma | 23 368 | 23 226 | 23 203 | 23 197 | 22 958 | 23 371 |
|               | 2010   | 2011   | 2012   | 2013   | 2015   | 2020   |